# 小行星7210
小行星7210（7210 Darius）是一颗绕太阳运转的小行星，为主小行星带小行星。该小行星于1960年9月24日发现。

## 轨道参数
小行星7210的轨道半长轴为2.8363479 UA，离心率为0.007。